# Akira (película de 1988)
Akira (アキラ AKIRA?) es una película de anime ciberpunk posapocalíptica dirigida por Katsuhiro Ōtomo estrenada el 16 de julio de 1988 en Japón. Es una adaptación del manga homónimo creado por el mismo Otomo y coescrita con ayuda de Izo Hashimoto. El diseño de personajes y la ambientación de la película fueron adaptados desde el manga original, mientras que la trama es una reestructuración de eventos que difiere de la versión impresa debido a que este todavía estaba en proceso de publicación.
Pese a solo recibir un galardón, en el Festival de Cine Fantástico de Ámsterdam, desde su lanzamiento Akira ha recibido un largo reconocimiento como película de culto y es considerada una de las mejores películas de animación y ciencia ficción de todos los tiempos. La realización de la cinta es todo un hito en la historia del cine siendo considerada la producción animada más costosa de la historia en ese entonces.

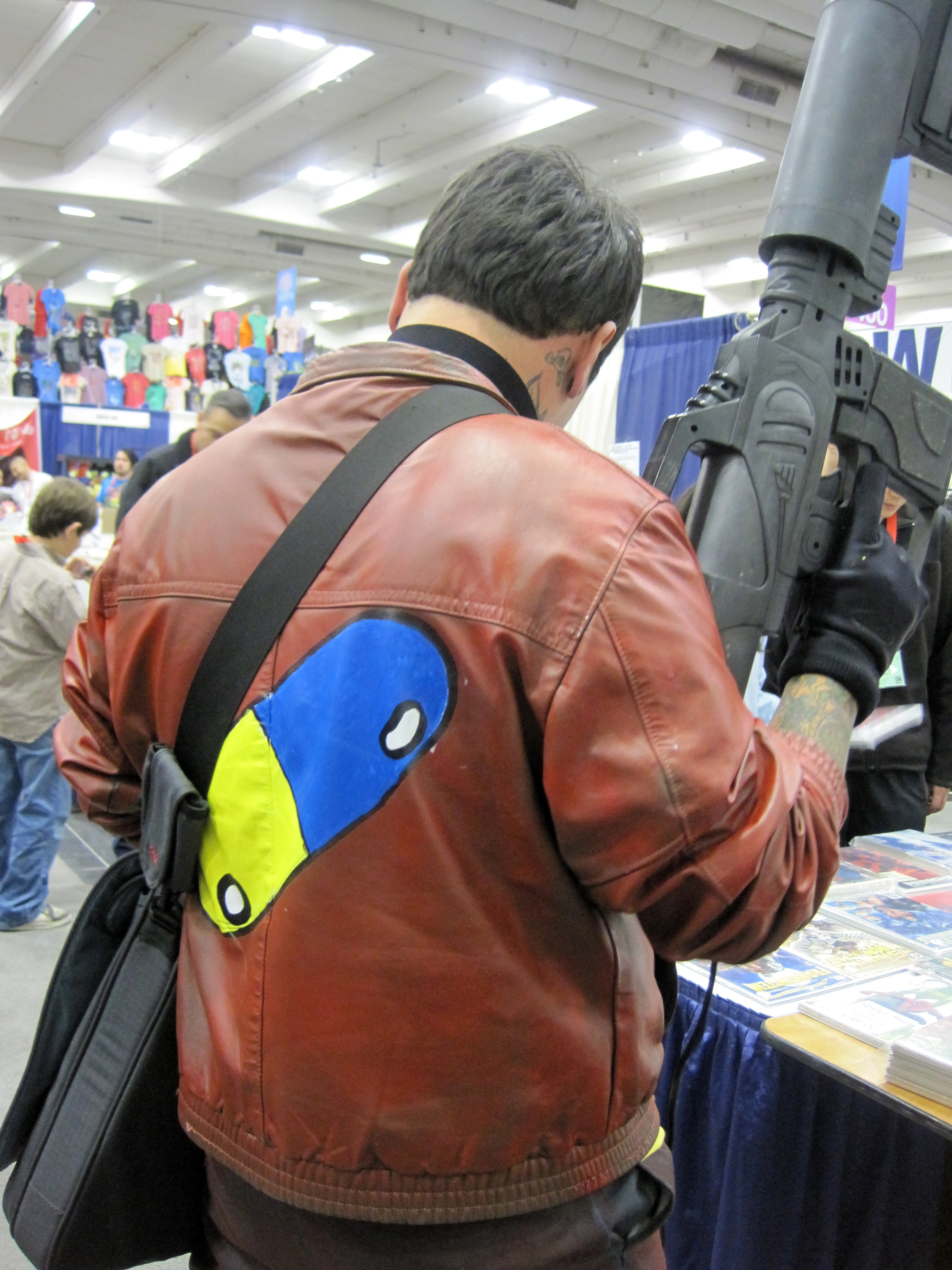
Cosplay de Kaneda.

## Argumento

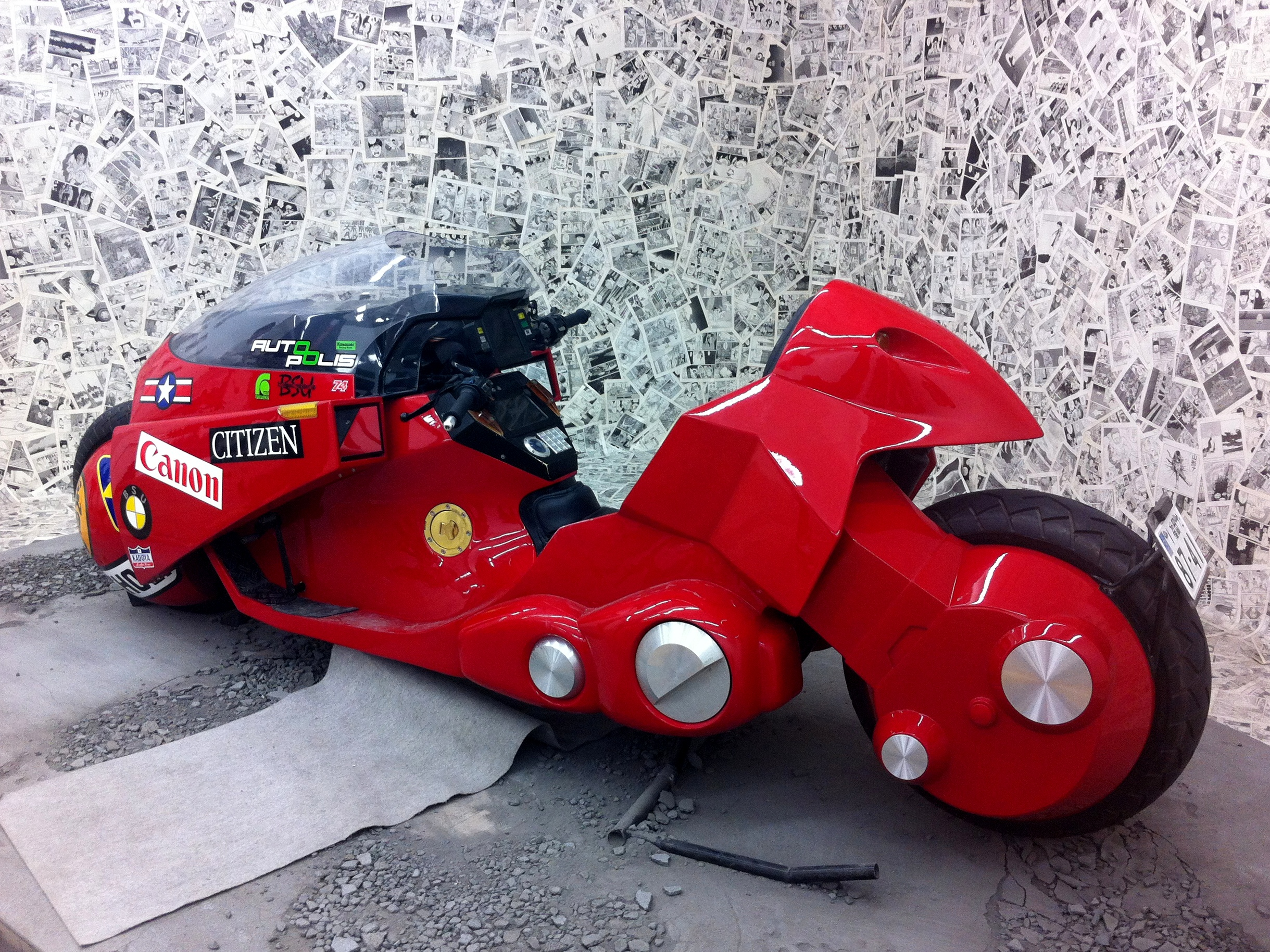
Réplica de la motocicleta de Kaneda.

En el año 2019, han pasado 30 años desde que una explosión que destruyó por completo la megaciudad de Tokio dio inicio a la Tercera Guerra Mundial en 1988; posteriormente la megaciudad fue reconstruida y rebautizada como Neo-Tokio.
Shotaro Kaneda sale junto con su pandilla de motociclistas bōsōzoku, llamada Las Cápsulas, a pelear contra una pandilla rival conocida como Los Payasos. Sin embargo, el mejor amigo de Kaneda, Tetsuo Shima, sufre un accidente cuando choca su motocicleta contra Takashi, un niño esper que fue liberado de un laboratorio secreto del gobierno por una organización revolucionaria clandestina disidente. Takashi es capturado por soldados armados, Tetsuo es hospitalizado y la policía arresta a Kaneda y a su pandilla. Durante el interrogatorio de la policía, Kaneda se encuentra con Kei, una muchacha miembro de un grupo revolucionario disidente por quien de inmediato se siente atraído, por lo que finge que es parte de su banda para que la pongan en libertad junto con los demás miembros.
Tras usar a Tetsuo en algunos experimentos, el coronel Shikishima y el doctor Onishi descubren que poseía un potencial latente comparable al de Akira, un niño esper que causó la destrucción de Tokio 31 años atrás cuando sus poderes se salieron de control, provocando la Tercera Guerra Mundial. Kiyoko, otra niña esper, tiene visiones de la futura destrucción de Neo-Tokio, por lo que el coronel ordena al doctor Onishi que mate a Tetsuo en caso de que los poderes que le han otorgado se salgan de control. Mientras tanto, Tetsuo logra huir del hospital y reunirse con su novia Kaori. Ambos deciden escapar de Neo-Tokio robando la moto de Kaneda, sin embargo son atrapados por los Payasos y posteriormente rescatados por Kaneda y su pandilla. Debido a las secuelas de los experimentos la personalidad de Tetsuo se ha vuelto más volátil, y en un ataque de furia reconoce ante Kaneda, quien lo ve como a un hermano, que siempre lo ha odiado por sentir su presencia y fuerza lo opacan ante el resto; tras esto empieza a sufrir fuertes dolores de cabeza, la policía aparece de la nada junto con el doctor Onishi y lo llevan de vuelta al hospital.
Más tarde, Kaneda salva a Kei de ser atacada por fuerzas del orden. Kei lleva a Kaneda al centro de operaciones de los rebeldes. Estos pretenden secuestrar a Tetsuo y después de escuchar el plan, Kaneda decide cooperar con ellos. Mientras tanto, Takashi, Kiyoko y Masaru — otro niño esper — intentan matar a Tetsuo infructuosamente. Tetsuo reacciona con increíble violencia destruyendo el hospital y matando a varios guardias en su locura por vengarse de los espers. Kaneda, Kei y el coronel intentan detener a Tetsuo, pero todos sus esfuerzos son en vano. Tetsuo descubre que después de la explosión de la ciudad, las partes del cuerpo de Akira que lograron recuperarse fueron diseccionadas separadas y almacenadas en estado criogénico en un depósito subterráneo ubicado en el nuevo estadio olímpico de la vieja ciudad de Tokio. Después de esto, Tetsuo huye de la escena.
Tetsuo llega al bar club de la pandilla de Kaneda y mata al barman y a su amigo Yamagata. Kaneda y Kei son atrapados y encerrados por la policía. Kiyoko utiliza a Kei como médium y le explica a Kaneda que Tetsuo debe de ser detenido, los libera de su celda y Takashi se lleva a Kei para pelear con Tetsuo. El coronel Shikishima realiza un golpe de Estado, arresta a los miembros del Gobierno y ordena la ley marcial sobre Neo-Tokio. Tetsuo desata el caos en la ciudad a medida que se hace camino al Estadio Olímpico de Neo-Tokio, causando la muerte de muchas personas. Después de enterarse sobre la muerte de Yamagata a través de su amigo Kaisuke, quien presenció el suceso, Kaneda persigue a Tetsuo hacia el estadio para vengarlo. Tetsuo se abre paso y logra entrar al almacén donde se encuentra el contenedor criogénico de Akira. Kei intenta evitar que se acerque, pero es derrotada. Tetsuo logra sacar de la tierra el contenedor criogénico y lo abre: pero descubre que los restos de Akira han sido diseccionado en varias partes cada una de ellas enfrascadas para realizar experimentos científicos.
Kaneda pelea con Tetsuo utilizando un arma láser experimental, mientras que el coronel utiliza un láser satélite para matar a Tetsuo. Sus intentos de matarlo fracasan, pero en el combate, Tetsuo pierde un brazo. Tetsuo destruye el arma satélite orbital en la atmósfera y crea un brazo artificial y estudia los restos de Akira. Cuando Kaori llega, los poderes psicoquinéticos de Tetsuo le causan un inmenso dolor. El coronel explica que las drogas para la migraña que se le daban a los esper se le aplicaban a Tetsuo para atrofiar la evolución de sus incontrolables poderes psíquicos. Tetsuo casi mata al coronel, pero es rescatado por Kaneda. Incapaz de controlar sus poderes, Tetsuo se transforma en una masa gigante, engullendo a Kaneda y matando a Kaori.
Los espers despiertan a Akira, que había crecido más allá de la exigencia de una forma biológica coherente y se reúne con sus amigos. Usando sus poderes psíquicos, Akira crea una esfera de luz para contener dentro de ella a Tetsuo. Mientras Akira se enfrenta a Tetsuo, los espers se apresuran para teletransportar al coronel a un lugar seguro y Takashi salta hacia la esfera de luz para rescatar a Kaneda. Los otros espers se unen con Takashi, advirtiendo que los tres tendrán que sacrificarse para salvar a Kaneda y convencidos de que tal vez no serían capaces de volver. Kaneda es testigo de los recuerdos de Tetsuo y de los espers, de lo mucho que Tetsuo confiaba en Kaneda y la forma en que los espers eran estudiados por el Gobierno antes de la destrucción de Tokio.
Los espers logran sacar a Kaneda de la destrucción y le dicen que Akira se llevará a Tetsuo a un lugar seguro. Kiyoko implica que Kei está desarrollando sus propios poderes psíquicos y esto se confirma cuando Kei llama a Kaneda telepáticamente. Los poderes psíquicos de Akira destruyen buena parte de Neo-Tokio, creando un cráter que es cubierto por el océano y el doctor Onishi muere dentro de su laboratorio cuando este se destruye. Kaneda despierta y descubre que Kei y Kaisuke han sobrevivido y juntos conducen con destino al interior de la ciudad. El coronel sale del túnel al que fue transportado y observa el amanecer sobre la ciudad destruida. Tetsuo entra en control total de sus poderes haciendo explosión en otra dimensión, diciendo las palabras: "Yo soy Tetsuo".

## Personajes

### Principales
- Shōtarō Kaneda (金田 正太郎 Kaneda Shōtarō): El protagonista de la historia. Kaneda es el despreocupado líder de una banda bōsōzoku. Él y Tetsuo han sido amigos desde la niñez. Es alguien temerario y se burla de Tetsuo a pesar de que lo ve como un hermano menor. Desde el rescate de Kei, Kaneda llega a ser implicado en su grupo antigobierno con la esperanza de localizar a Tetsuo.

- Tetsuo Shima (島 鉄雄 Shima Tetsuo): Es amigo de Kaneda desde niños y el antagonista de la historia. Tetsuo es mostrado como la oveja negra de la cuadrilla, de la cual él y Kaneda son parte, pero sufre mucho por un profundo complejo de inferioridad. Admira a su amigo pero a la vez lo envidia. Cuando los poderes de Tetsuo despiertan, rápidamente pasa a ser el némesis de Kaneda; desea la motocicleta de Kaneda (un símbolo de gran estatus y poder) y desea probar su poder para ya no necesitar protección de nadie.

- Kei (ケイ): Activista del Ejército revolucionario, estima mucho a Ryu. Conoce a Kaneda en la estación de policía. Luego se reencuentra con él cuando huía de la policía, y Kaneda le ayuda. Kiyoko puede hacer que Kai entre en trance, y así permite el escape de los dos. Luego, dominada por Kiyoko, lucha con Tetsuo cuando deseaba despertar a Akira. Es rescatada por Kai.

- El coronel (Taisa): Es el jefe del Proyecto Akira, aunque a diferencia del Doctor, él lo ve desde el punto de vista militar. Debido a la crisis generada por el segundo escape de Tetsuo, toma el control de Neo-Tokio. Se encuentra con Tetsuo en el estadio olímpico, y cuando Akira despierta es teletransportado fuera del rango de la explosión. En el manga, se encuentra frecuentemente con Kaneda, y logra que Tetsuo se quede momentáneamente en el hospital.

- Akira (アキラ): Akira era un niño que desarrolló habilidades psíquicas cuando servía de examen para el gobierno ESP en los años 80. Perdió el control de su poder y aniquiló Tokio en 1988. Después de aquel acontecimiento, Akira fue confinado y sujeto a pruebas de la ciencia moderna, que probó la incapacidad de demostrar el misterio. Su cuerpo fue colocado dentro de un compartimiento criogénico por debajo del Estadio Olímpico de Neo-Tokio, para ser confiado al estudio de las generaciones futuras.

### Los Números (Proyecto Akira)
Un proyecto secreto del gobierno japonés para desarrollar y utilizar el poder mental de los humanos. Tres niños que son sujetos de prueba del mismo proyecto que Akira, tienen cuerpos de niños aunque nacieron a fines de la década de 1940. Como efecto secundario sus cuerpos están arrugados por la edad pero no han crecido físicamente.
Masaru (マサル): Designado como el # 27, Masaru está físicamente confinado ya sea a una silla de ruedas o una silla flotante especial. Él tiene el poder de usar Telequinesis y es considerado el líder de los tres.
Kiyoko (キヨコ): Designada como la # 25, Kiyoko se encuentra tan débil físicamente que está confinada a una cama. Ella tiene la habilidad de usar el teletransporte y la precognición, además de tener un don oracular, y por ello el coronel confía en ella. En el anime, se muestra que es una buena amiga del coronel. Ella también se destaca por ser una figura maternal y líder a la hora de la toma de decisiones.
Takashi (タカシ): Designado como el # 26, este niño es rescatado por un miembro del Ejército revolucionario, y al huir este miembro es asesinado por la policía. En su huida, se encuentra con Tetsuo, hecho que será de gran importancia para la historia. Al final de la película, es él quien decide que puede rescatar a Kaneda de la explosión creada por Akira. Tiene el poder de usar telequinesis. Takashi es asesinado accidentalmente por Nezu, pero es revivido junto con el resto de los niños del proyecto Akira cerca del final del manga.

### Secundarios
- Miyako: Con frecuencia se le refiere como Lady Miyako (様 Miyako-sama?), es un sujeto de la prueba anterior conocido como el # 19, ella es la sacerdotisa de un templo en Neo-Tokio, y un aliado importante de Kaneda y Kei mientras la historia progresa en el manga. En la película, no es más que un pintoresco monje que aboga por el regreso de Akira, y ve en Tetsuo al nuevo Akira.

- Yamagata o Yama (山形): Pertenece a la banda de moteros delincuentes liderado por Kaneda; utiliza siempre una camisa con el símbolo japonés del monte Fuji, y el sol naciente. Quizá sea el mejor amigo de Kaneda. En la película, es asesinado por Tetsuo cuando fue al bar a comprar píldoras, por lo que Kaneda, en una especie de rito funerario, destruye su motocicleta. En el manga, muere en un enfrentamiento entre Tetsuo y el coronel.

- Kai (甲斐): Personaje principalmente gracioso, y que sirve para darle alguna información a Kaneda en diversas ocasiones. Él no juega un papel importante al principio, pero se hace más prominente más tarde en la historia.

- Kaori (カオリ): Es la novia de Tetsuo. Es muy tímida y callada, es la primera a la que Tetsuo busca cuando escapa por primera vez del hospital. Es fuertemente golpeada por Los Payasos, sin que Tetsuo pueda hacer algo. Al final de la película busca a Tetsuo en el estadio olímpico y se asusta al ver su brazo mecánico. Luego, Tetsuo pierde el control y al transformarse en una masa, la atrapa, y sin desearlo ni poder hacer nada, la aplasta dentro de su cuerpo, matándola. En el manga, aparece al final de la historia y es reclutada como una de las esclavas sexuales de Tetsuo, para más tarde convertirse en un objeto de afecto sincero, ella también sirve como niñera de Akira. En el manga, muere al recibir un disparo a espaldas de Tetsuo, este trata de resucitarla pero falla.

- El Doctor (ドクター Dokutā): Jefe científico del Proyecto Akira. Ve el potencial de Tetsuo y decide experimentar con él. Por eso, es reprochado por el coronel. Al final, maravillado con los resultados, muere cuando su remolque es destruido. En el manga, muere cuando visita la cámara congelada de Akira, al romperse las mangueras de refrigerante.

- Nezu o Nezumi (根津): Está en el consejo de Neo-Tokio; es el líder del movimiento de resistencia terrorista contra el gobierno y es el contacto de Ryu. Él parece ser el mentor de Kei y Ryu, y pretende ser la salvación nacional de los burócratas corruptos e ineficaces en el poder. Pronto se hace evidente, sin embargo, que Nezu es igual de corrupto, y que lo único que pretende hacer es tomar el poder por sí mismo. En la película, al estallar la crisis, trata de huir y dispara a Ryu. Aunque consigue salir sin ser capturado por la policía, sus nervios le impiden tomar sus drogas para el corazón y muere en una gran escena donde al caer se abre su maleta y salen sus títulos y billetes. En el manga, fue asesinado a tiros por los hombres del coronel.

- Ryu: Es el "jefe operativo" del Ejército revolucionario y compañero de Kei. Planea la extracción de los niños del Proyecto Akira, y mantiene contacto con Nezu. Precisamente, en la crisis generada por el escape de Tetsuo, Nezu dispara a Ryu, pero este no muere y queda malherido, caminando por las calles para morir justo a pocos pasos de Nezu.

- Los Payasos: Pandilla de motociclistas, enemigos de la banda de moteros de Kaneda. Liderados por Joker, y luego por Tetsuo. En el manga, tienen una acción más importante.

- Joker (ジョーカー Jōkā): Jefe de Los Payasos. En el manga, debe ceder su posición a Tetsuo, e incluso se ve obligado a trabajar con Kaneda.

## Producción
Mientras trabajaba en el manga de Akira, Katsuhiro Otomo acordó realizar una adaptación del mismo en anime, siempre y cuando el control creativo permaneciera en sus manos. Esta exigencia suya estuvo basada en sus experiencias de trabajo durante la producción de Harmagedon. El presupuesto para realizar la película de Akira fue tan elevado que fue necesario juntar a varias compañías para poder realizarla. Esta sociedad de empresas fue llamada como Akira Committee y estuvo compuesta por las empresas de entretenimiento más importantes de Japón: Kodansha, Mainichi Broadcasting System, Bandai Visual, Hakuhodo, Toho, Laserdisc Corporation, Sumitomo Corporation y TMS Entertainment, para obtener una financiación de más de mil millones de yenes, haciendo de esta cinta la más costosa realizada hasta ese momento en Japón.
A menudo, muchas producciones de anime reducen costos de producción utilizando técnicas de animación limitada, como animar los labios de los personajes dejando sus caras estáticas. Akira rompió con esta tendencia mostrando escenas altamente detalladas, diálogos pregrabados (donde los diálogos son grabados antes de que la producción de la película comience para que el movimiento de los labios de los personajes coincidan con los estos) – primera vez en una producción de anime – y movimientos super fluidos gracias a sus 160,000 celuloides de animación.
El teaser de Akira fue lanzado en 1987. La película fue completada y estrenada en 1988, dos años antes de que el manga llegara oficialmente a su fin en 1990, razón por la que la historia de la película toma su propio rumbo. Otomo experimentó grandes dificultades para completar el manga. El autor declaró que la inspiración para su conclusión surgió de una conversación que tuvo con Alejandro Jodorowsky en 1990.
El sonido de la Moto de Kaneda fue logrado combinando el sonido de una motocicleta Harley-Davidson de 1929 con el de un motor a reacción.

## Difusión y doblajes
Se estrenó en cines en España el 10 de julio de 1992 bajo licencia de Manga Films y distribución de Golem Distribución. En Argentina fue editada en VHS sin pasar por cines el 15 de octubre de 1993 por Transeuropa Video Entertainment con un doblaje argentino, fue reeditada por Plus Video (también en VHS) a mediados del año 2000. Recién se estrenaría en cines de forma limitada y con subtítulos al castellano el 6 de septiembre de 2017. Fue licenciada para un pase televisivo por Locomotion a finales de 1999, siendo estrenada el 28 de marzo de 2001 con un nuevo redoblaje hecho en México.

### Reparto
| Personaje                     | Seiyu              |
| ----------------------------- | ------------------ |
| Shōtarō Kaneda                | Mitsuo Iwata       |
| Shōtarō Kaneda (niño)         | Mitsuo Iwata       |
| Tetsuo Shima                  | Nozomu Sasaki      |
| Kei                           | Mami Koyama        |
| Coronel Shikishima            | Tarō Ishida        |
| Doctor                        | Mizuho Suzuki      |
| Ryūsaku                       | Tessho Nakamura    |
| Masaru                        | Kazuhiro Kando     |
| Takashi                       | Tatsuhiko Nakamura |
| Kiyoko                        | Sachie Itō         |
| Kaori                         | Yuriko Fuchizaki   |
| Yamagata (Yama)               | Masaaki Okura      |
| Kai                           | Takeshi Kusao      |
| Presidente del consejo Nezumi | Hiroshi Otake      |
| Miyako                        | Koichi Kitamura    |
| Inspector                     | Michihiro Ikemizu  |
| Eiichi Watanabe               | Taro Arakawa       |
| Mitsuru Kuwata                | Yukimasa Kishino   |
| Yūji Takeyama                 | Masato Hirano      |
| Army                          | Kazumi Tanaka      |
| Harukiya Bartender            | Yosuke Akimoto     |
| Insertos                      | N/A                |

## Recepción y legado
En el agregador de reseñas Rotten Tomatoes, la película tiene una nota de aprobación del 91% con base en 53 revisiones, con una calificación promedio de 7,9 sobre 10. El consenso crítico del sitio dice: "Akira es distraídamente sangrienta y violenta, pero su animación fenomenal y su energía cinética pura ayudaron a establecer el estándar para el anime moderno". El título ha sido considerado como una de las mejores películas animadas de todos los tiempos y provocó un aumento en la popularidad de las películas de anime en los Estados Unidos, y en general, fuera de Japón. Todavía es admirado por sus visuales excepcionales. En la encuesta de Channel 4 de las 100 mejores animaciones de todos los tiempos, tanto de cine como de televisión, Akira ocupó el puesto número 16. En la lista de las 500 películas más grandes de todos los tiempos de la revista Empire, Akira es número 440. Apareció nuevamente en la lista de Empire de las 100 mejores películas del mundo del cine, llegando al puesto 51. IGN también lo nombró 14.º en su lista de las 25 mejores películas animadas de todos los tiempos. El anime de Akira también entró en la lista de la revista TIME de los mejores 5 DVD de anime. La película también fue número 16 en la lista de las 50 principales películas animadas de Time Out y número 5 en la lista de las 50 mejores películas animadas de Total Film. La película fue clasificada como #1 en la revista Wizard's Anime en su "Top 50 Anime lanzado en América del Norte". Roger Ebert del Chicago Sun-Times seleccionó a Akira como su "Selección de videos de la semana" en 1989 en Siskel & Ebert and the Movies. Para su lanzamiento más amplio en 2001 le dio a la película "Thumbs Up".
Akira es considerada por muchos críticos como una película de anime, que influenció gran parte del arte en el mundo del anime que siguió a su lanzamiento con muchos ilustradores en la industria del manga citando a la película como una influencia importante. El autor de manga Masashi Kishimoto, por ejemplo, recuerda estar fascinado con la forma en que se hizo el póster y deseaba imitar el estilo del creador de la serie, Katsuhiro Otomo. La película abrió el camino para el crecimiento de la popularidad del anime fuera de Japón. Akira es considerado un precursor de la segunda ola de anime fandom que comenzó a principios de la década de 1990 y ha ganado un culto masivo desde entonces. Se le atribuye el hecho de establecer el escenario para que las franquicias de anime como Pokémon, Naruto y Dragon Ball se conviertan en fenómenos culturales globales. Akira también ha sido citado como una gran influencia en películas de acción real como The Matrix, Tetsuo: The Iron Man, Chronicle, Looper, Midnight Special e Inception, además de series de televisión como Stranger Things. John Gaeta citó a Akira como inspiración artística para el efecto del tiempo de bala en las películas de The Matrix. Akira también ha sido acreditado por su influencia en la franquicia de Star Wars, incluyendo la trilogía de la película de precuelas y la serie de películas y televisión de Clone Wars. La película también ha influido en el trabajo de músicos como Kanye West, que rindió homenaje a Akira en el video musical de su canción «Stronger».
Bamboo Dong de Anime News Network elogia el DVD de edición limitada por sus subtítulos en inglés "magníficamente traducidos" y el encomiable doblaje en inglés, que "se mantiene muy cerca de la traducción al inglés, y los actores de voz entregan sus líneas con emoción". Raphael See de THEM Anime aplaude los "asombrosos efectos especiales y una animación limpia y nítida". Chris Beveridge comenta sobre el audio japonés, lo que hace que "el escenario avanzado suene bien cuando se requiere. El diálogo está bien posicionado, con varios momentos clave de direccionalidad utilizados a la perfección". Janet Maslin de The New York Times elogia la obra de arte de Otomo, afirmando que "los dibujos de Neo-Tokyo por la noche son tan detallados que todas las ventanas individuales de los enormes rascacielos parecen distintas. Y estas escenas nocturnas brillan con colores sutiles y vibrantes". Richard Harrison, de The Washington Post, comenta sobre el ritmo de la película y afirma que el autor "ha condensado la expansión narrativa de los cómics para proporcionar coherencia, aunque hay un poco de incompletitud de la historia "a lo Back to the Future Part II. Apenas importa, ya que la película se mueve con tanta energía cinética que se mantendrá como si fuera una vida".
Variety alaba el "diseño imaginativo y detallado del mañana de la película con los efectos Dolby en auge en la banda sonora" pero critica la "ligera rigidez en el dibujo del movimiento humano". Kim Newman, de Empire, elogia los "brillantes efectos visuales animados de la película, y no uno, ni uno, un disparo asistido por computadora a la vista". Phelim O'Neill de The Guardian traza un paralelo en la influencia de Akira en el género de ciencia ficción con Blade Runner y 2001: A Space Odyssey de Stanley Kubrick. Dave Kehr de Chicago Tribune elogia las "excelentes ideas específicas de animación de Otomo: los vehículos dejan pequeños rastros de color mientras rugen por la noche, y hay una serie de secuencias de sueños que hacen buen uso de la habilidad del médium para confundir la escala y distorsionar la perspectiva". Helen McCarthy en 500 Essential Anime Movies afirma que el anime "sigue siendo fresco y emocionante, que se sostiene fácilmente frente a los productos de dos décadas de avances técnicos masivos". Mientras tanto, en febrero de 2004, Dan Persons de Cinefantastique enumeró la película como una de las "10 animaciones esenciales", simplemente refiriéndose a la película como "la película que cambió todo".